# Bernhard Walter (Physiker)
Bernhard Ludwig Johann Heinrich Walter (* 7. Dezember 1861 in Malchin; † 28. Mai 1950 in Hamburg) war ein deutscher Physiker.

## Leben
Nach dem Studium der Physik in Berlin und Leipzig kam Bernhard Walter 1885 als Lehrer ans Johanneum. 1887 wechselte er ins Staatslaboratorium Hamburg.

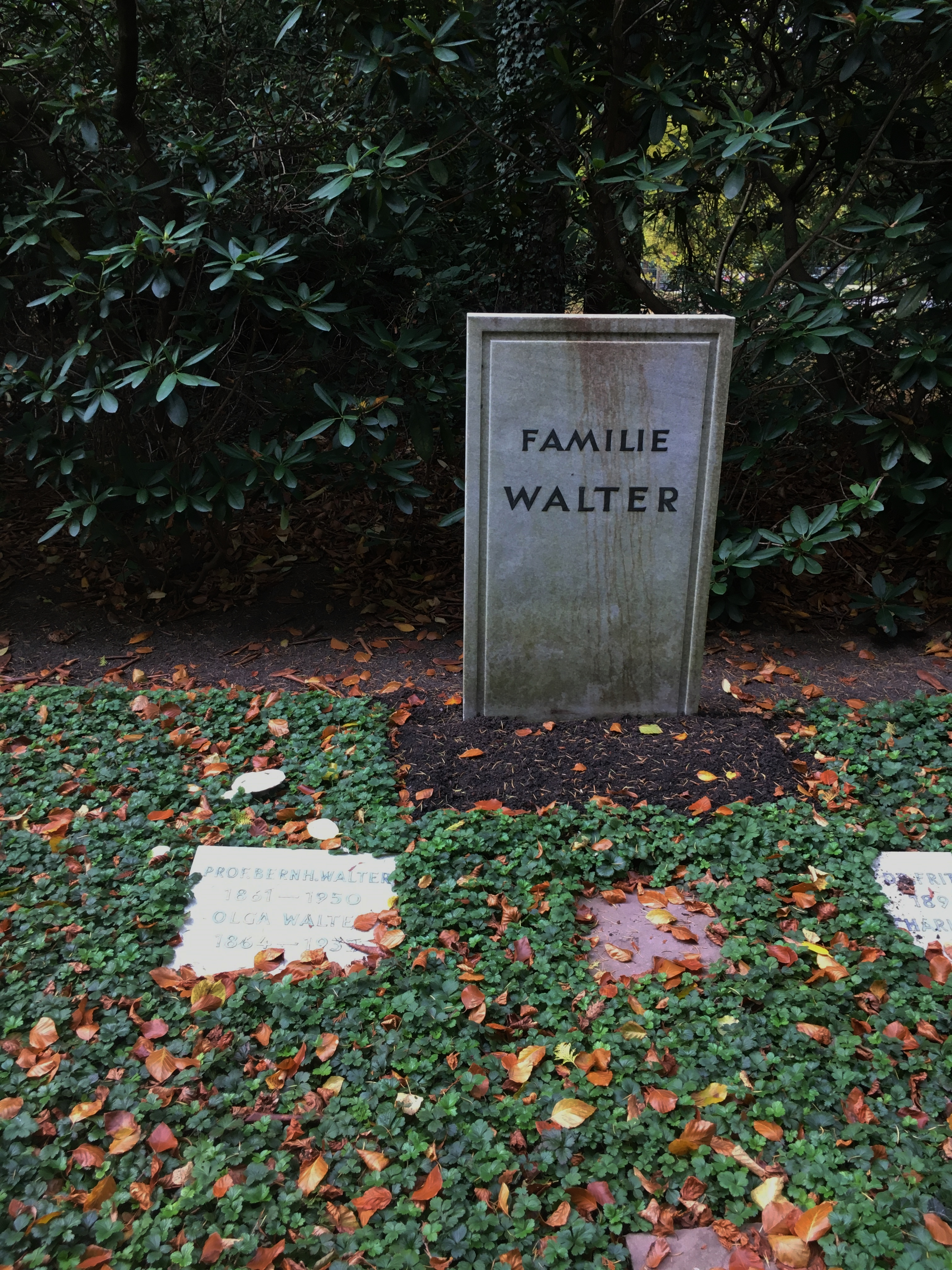
Grabstätte auf dem Friedhof Ohlsdorf

Ab 1896 spezialisierte er sich auf die Strahlenphysik. Walter erstellte die ersten Röntgenbilder in Hamburg. 1905 war er Mitbegründer der Deutschen-Röntgen Gesellschaft. Im selben Jahr wurde er Professor in Hamburg.
Besonders hervorzuheben ist, dass Walter als einer der ersten auf die Notwendigkeit von Strahlenschutzmaßnahmen für Patienten und Personal hinwies.
Insgesamt leistete er einen wertvollen Beitrag zur Erforschung der Interferenz von Licht und Röntgenstrahlen. Ferner untersuchte er 1898–99 mit bewegten Kameras den Verlauf von Funken und Blitzentladungen. Walter war Ehrenmitglied der Deutschen Röntgengesellschaft und Träger der Albers-Schönberg-Medaille.
Bernhard Walter starb 1950 in Hamburg und wurde auf dem Friedhof Ohlsdorf beigesetzt. Die Grabstätte im Planquadrat M 11 liegt an der Cordesallee.